# Ariel Brínguez

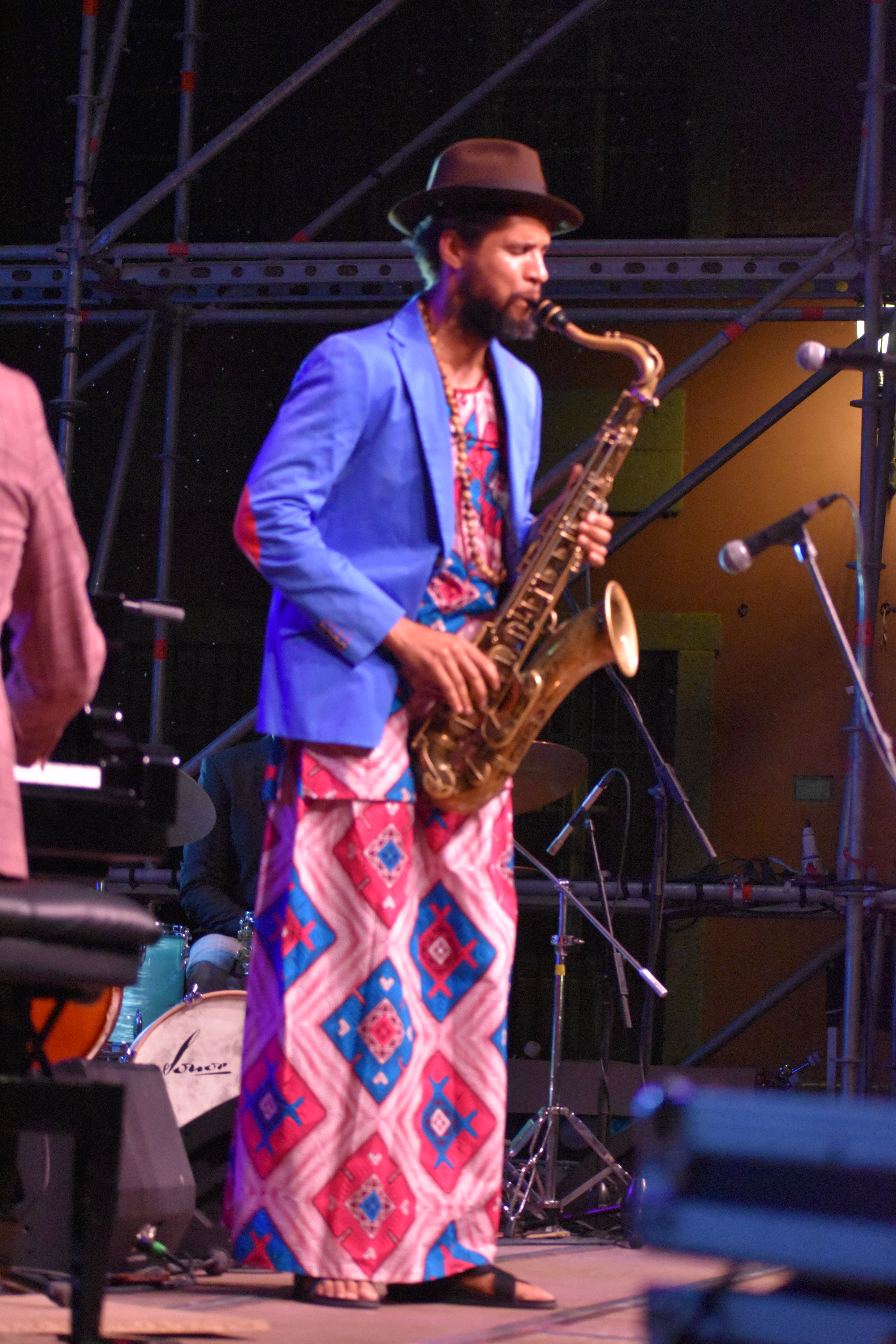
Ariel Brínguez, 2023.

Ariel Brínguez Ruiz (* 1982 in Santa Clara) ist ein kubanischer Jazzmusiker (Tenorsaxophon, Komposition), der meist als Ariel Brínguez auftritt.

## Leben und Wirken
Brínguez entstammt einer Familie mit langer musikalischer Tradition. Durch seinen Großvater erhielt er ersten Musikunterricht. Nachdem er die Berufsschule für Kunst von Villa Clara absolviert hatte, studierte er an der Escuela Nacional de Arte. 2007 schloss er sein Studium am Instituto Superior de Arte ab.
Noch während seines Studiums wurde Brínguez Teil des Orchesters Maraca von Orlando Valle und von dessen Otra Visión, einer der renommiertesten Gruppen in der kubanischen Popularmusik und des Latin Jazz, mit denen er mit Natalie Cole und Wynton Marsalis auftrat und an mehreren Festivals in Nordamerika und Europa teilnahm. Er war weiterhin an Valles für einen Latin Grammy nominiertem Album ¡Tremenda Rumba! (2002) beteiligt.
2007 legte Brínguez sein Debütalbum Raíces en Colores mit eigenen Kompositionen vor. Diesem folgten 2016 Nostalgia Cubana und im Folgejahr Experience. Seit 2009 lebt er in Madrid, wo er ein Quartett mit seinen Landsleuten Reinier Elizarde und Michael Olivera und dem mallorquinischen Gitarristen Marcos Collado bildete.
Zudem ist Brínguez mit Chucho Valdés, Irakere, Bobby Carcassés, Julito Padrón, Tata Güines, Changuito Quintana, David Murray und seiner Latin Big Band, Jorge Luis Chicoy, Perico Sambeat und der Grupo Síntesis aufgetreten. Miguel Blanco präsentierte ihn als Solisten auf dem Album Satierismos (2011) des Afrodisian Orchestra aus Barcelona. Er ist auf dem Album Revoluxion von X Alfonso und der CD El Tren de los Momentos des spanischen Sängers Alejandro Sanz ebenso zu hören wie auf Alben von Yelsy Heredia, Marta Sánchez, Luis Verde, Michael Olivera, Pablo Martín Caminero, Daniel García Diego und Reinier Elizarde.

## Diskographische Hinweise
- Miguel Zenón, Ariel Bringuez, Demian Cabaud & Jordi Rossy: Law Years: The Music of Ornette Coleman (2021)

## Preise und Auszeichnungen
Als erster junger Musiker erhielt Ariel 2004 und 2005 zwei Jahre in Folge die Preise für Komposition und Interpretation beim Concurso de Jóvenes Jazzistas (als „Senior“), wozu die Mentorenschaft von Román Filiú beitrug.